# Zushi
Zushi (逗子市 Zushi-shi) é uma cidade japonesa localizada na província de Kanagawa.
Em 2003 a cidade tinha uma população estimada em 58 597 habitantes e uma densidade populacional de 3 379,30 h/km². Tem uma área total de 17,34 km².
Recebeu o estatuto de cidade a 15 de Abril de 1954.

## Cidade-irmã
- Ikaho, Japão